# 2024年韩国抗议活动
2024年韩国抗议活动是一系列要求韩国总统尹锡悦辞职的抗议活动。抗议始于尹锡悦宣布全国实行戒严之时。虽然抗议活動在12月4日尹锡悦宣布戒严结束后有所缓和，但又於当天迅速恢复。美国政府警告民众远离抗议活动，因为局势可能会迅速失控。不過總體來說，抗議氣氛平和而有序，甚至還舉辦了改編歌舞的演唱會，根據估計大約20萬人左右參加集會，而年輕女性站出來發聲的數量也有所增加。據報導，相關抗議手燈與文創作品、電子看板的購置，也成為韓式抗議的一時話題。

## 时间线

### 12月3日
抗议活动在韩国总统尹锡悦声称为清除“反国家”及“亲朝鲜”势力施行全国非常戒严時爆发。戒嚴令引发群眾聚集在韩国国会抗议，示威者在此過程中与警方发生了冲突。驻守国会的士兵试图冲击國會大樓，但並未成功。数千名要求弹劾尹锡悦的抗议者在首尔市中心游行，抗议者挥舞着要求总统下台的标语和韩国国旗，高喊“大韩民国万岁”的口號，呼吁尹锡悦辞职并要求將其逮捕。其中一名女士表示：“保卫民主，不只是为了我们，还是为了我们的孩子。”

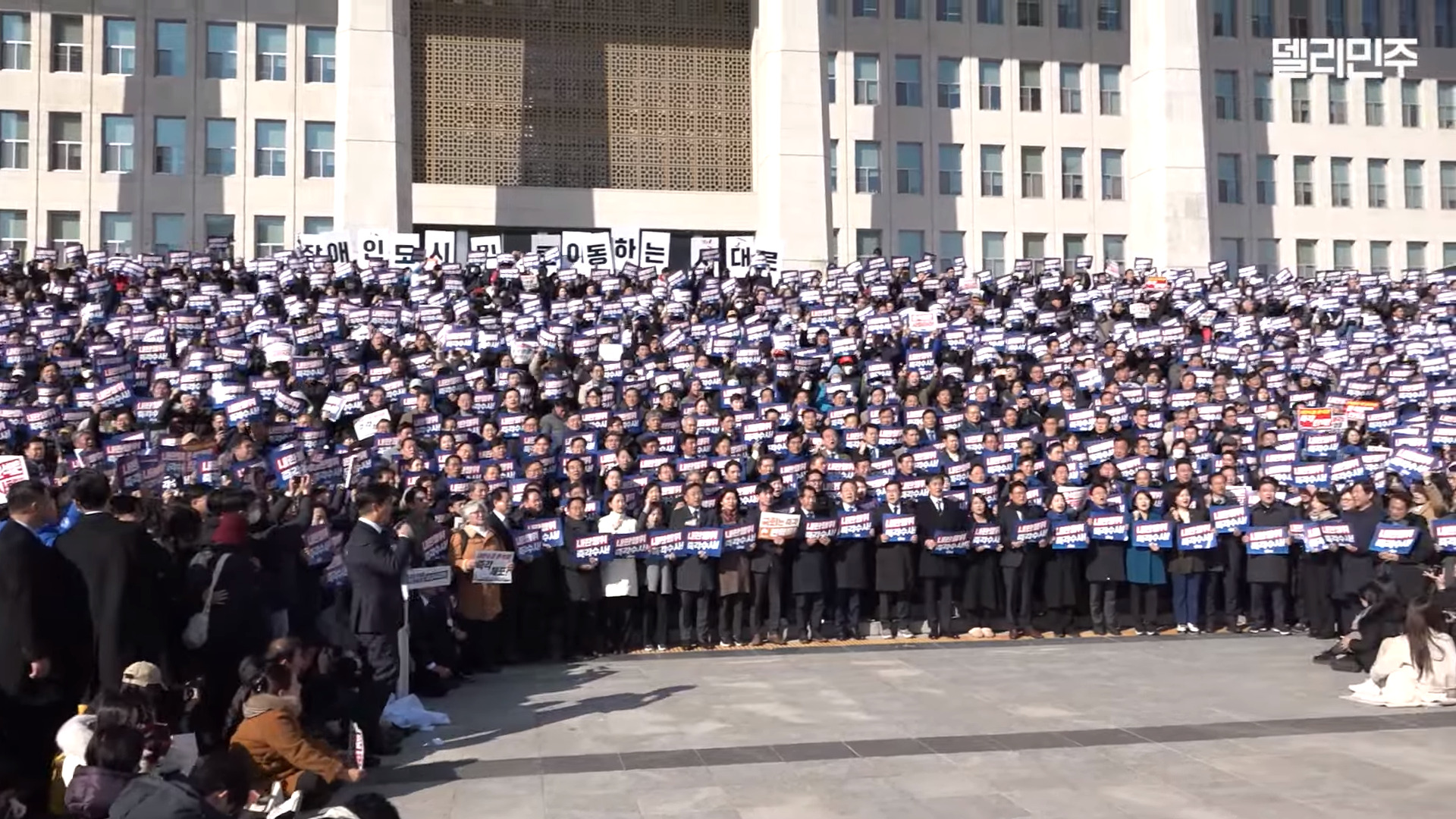
12月4日要求总统下台的集会

### 12月4日
韩国最大的工会全國民主勞動組合總聯盟將无限期總罷工，直至尹锡悦辞职为止。在媒体界，八家主要的媒体联盟在新闻发布会上谴责尹锡悦，要求其辞职并呼吁逮捕他。同时，韩国进步派及保守派媒体均谴责了尹锡悦的行为。在宗教界，韩国天主教主教团（The Catholic Bishops' Conference of Korea）呼吁总统解释这一事件，真诚地向人民道歉并承担责任。韓國基督教教會協議會声称戒严令违宪，并说“尽管他撤回了戒严令，但他的罪孽并没有消失”，要求尹锡悦“下跪道歉”。基督敎大韩监理会及韩国教会人权中心（Korean Church Human Rights Center）也谴责了政府的行动，全国圆宗佛教神职人员协会（National Association of Won Buddhist）则呼吁弹劾尹锡悦。数千名示威者打着“尹锡悦必须辞职”的横幅前往尹锡悦的官邸及办公室，而反对党领袖带领党员在国会举行了另一场反对尹锡悦的集会。一名76岁的抗议者表示：“……这实在太丢脸了……尹锡悦应该立刻辞职……他表现得简直像一个不知所措的五岁小孩……”；另一名抗议者表示：“这是一场为了保护他自己和他的妻子的自我政变。”当晚，韩国劳动组合总联盟与参与民主人民联盟等组织在首尔光化门广场举行了大规模的燭光集會，约有2000人参与，除首尔外，韩国各地亦有相似活动，如：光州、顺天、釜山、大邱等，群众对前一晚的戒严令充满了愤怒与沮丧。

### 12月5日
韩国连续两天发生要求尹锡悦辞职的抗议活动，据民调显示近四分之三的韩国人支持弹劾尹锡悦。当日稍早，十几名海军陆战队的退伍军人在青瓦台前集会，其中一名退伍军人和他的妻子剪掉了头发以示抗议。現代集團的工人准备在周四和周五举行为期四小时的罢工，如果尹锡悦不下台，将于12月11日发动全面罢工。傍晚，工会抗议者们手拿横幅和雨伞、身穿雨衣，在雨中游行，在此过程中他们经过了该市的交通枢纽首尔站。在教育界，韩国大学的师生，包括、延世大學、高丽大学、東國大學、建國大學、弘益大學、淑明女子大學及尹锡悦的母校首爾大學，都举行了抗议活动，其中首尔大学的声明写道：“戒严令显然是践踏韩国自由民主宪政秩序的行为。如果国家不维护民主，我们愿意反抗。”在文化界，首尔戏剧协会（The Seoul Theater Association）在声明中谴责了政府的行为，并指责他的行为是“对人民的背叛。”当日晚上，大量人群聚集在议会大楼外，举行烛光集会，呼吁总统尹锡悦辞职。随着工作日结束，数百名示威者聚集在市政厅附近的广场上示威，与以往不同的是当晚的集会有学生、祖父母、及带着孩子的家长参与。首尔光化門附近的抗议人数达约千人，他们随后朝龙山游行，該地為韓國總統室所在地。但也有小型集会选择支持总统。在济州岛，数百名抗议者在市政厅示威。

### 12月6日
周五发布的民调显示，尹锡悦的支持率创历史最低，已跌至13%，执政党国民力量党的支持率也与上周相比下跌5个百分点至27%，而反对党共同民主党的支持率则上升4个百分点至37%。当日，部分示威者前往国民力量党总部外进行抗议。大约有15000名示威者也继续前往国会所在区域附近进行集会活动，要求弹劾总统。首爾大學急诊医学教授在发布会上呼吁弹劾总统。当晚七時，约上千名示威者在济州岛市中心示威、游行，此次活动由非政府组织者和当地工会组织。首爾警察廳表示，抗议者将会于周六在汝矣島举行大型抗议活动，由此警方会封锁当地的部分道路。韩国劳动组合总联盟也将于下午一時在国会附近举行抗议活动并游行。

### 12月7日
当日下午早些时间，警方的数据显示，在汝矣島有约101,000人参与抗议，而光化门有20,000人。随后，韩联社报道下午五点半有将近150,000人参与抗议，组织者则声称有100万人。其中一名男子试图自焚，随后被警方制止。在光化门广场，抗议者在弹劾投票前三小时一起高呼、唱歌跳舞。在汝矣岛，参与者涵盖反对党、带孩子的父母、学生和工会，人们一起示威并聆听演讲，有人向抗议者发放免费的咖啡。除此之外，见习医生也参与了示威，以反对总统的医疗改革。由于议会附近人数众多，地铁9号线选择跳过国会站。国会否决第一夫人调查案后，执政党国民力量党议员大量离场。国会外示威者对执政党的行为表示愤怒及失望，其中一名63岁的抗议者表示：“他们不配代表人民。”然而，仍有民众选择支持总统。在议长读出每个执政党议员的名字后，抗议者高喊：“回去投票！”抗议者来到国民力量党总部，群众高喊：“解散叛乱的帮凶国民力量党！”警方为防止出现安全事故，在总部大楼前设置了警戒线。傍晚，国会旁抗议活动仍在升级，示威者手里拿着荧光棒及蜡烛。警方封锁了更多街区。一名35岁的反对者在被问到弹劾失败会觉得怎么样时，表示会继续抗议直到弹劾总统为止。韩国最大的公会之一在声明中表示，示威者正包围国会来阻止议员离开。在宣布弹劾失败时，抗议者一片沉默。随后，其中一名抗议者对这一结果进行了谴责。国会聚集的人数减少，但剩下的人仍喊道：“弹劾尹锡悦。”

### 2025年
2025年1月3日，光州廣域市政府在市政厅前升起了弗吉尼亚州州旗，上面写着 “Sic semper tyrannis” ，市长姜基正谴责尹锡悦滥用职权。市长称弗吉尼亚州州旗是弗吉尼亚州州长所送，并收到了他送来的一封感谢信。 